# 苏埃勒
苏埃勒（法語：Souel，法語發音：[swɛl]）是法国奧克西塔尼大區塔恩省的一个市镇，属于阿尔比区。

## 地理
苏埃勒（44°1'49"N, 1°57'20"E）面积9.7 平方千米，位于法国奧克西塔尼大區塔恩省，该省份为法国南部内陆省份，北起顺时针与阿韦龙省、埃罗省、奥德省、上加龙省和塔恩-加龙省接壤。
与苏埃勒接壤的市镇（或旧市镇、城区）包括：阿马朗、科尔德叙谢勒、多纳扎克、弗罗塞耶、利弗尔卡泽勒、诺阿耶。

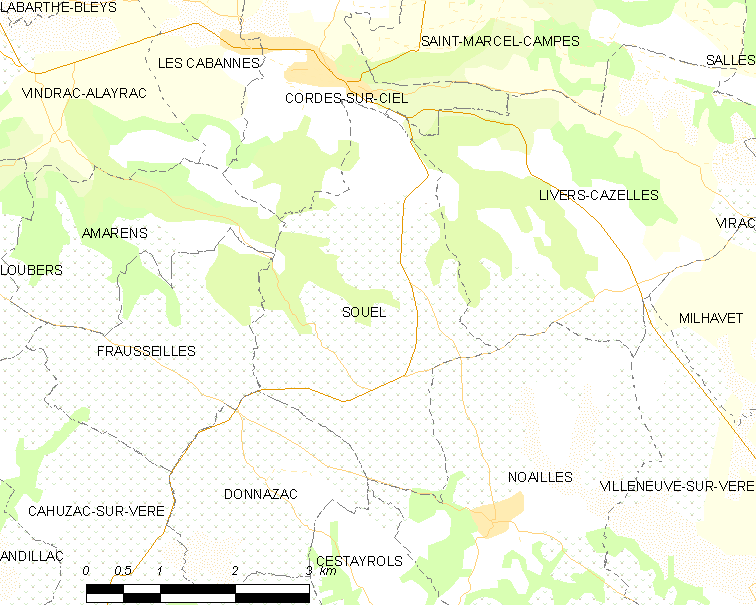
苏埃勒的OSM定位图

苏埃勒的时区为UTC+01:00、UTC+02:00（夏令时）。

## 行政
苏埃勒的邮政编码为81170，INSEE市镇编码为81290。

## 政治
苏埃勒所属的省级选区为卡尔莫第二县。

## 人口

1962-2008年间苏埃勒人口变化图示

苏埃勒于2022年1月1日时的人口数量为172人。